# Michail Goerevitsj (vliegtuigontwerper)

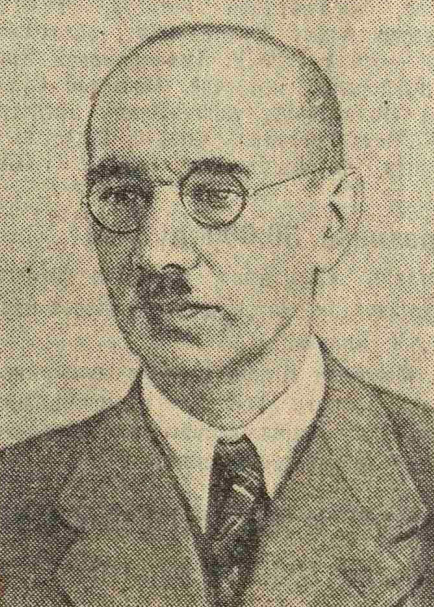
Michail Goerevitsj in 1947

Michail Goerevitsj (Russisch: Михаи́л Ио́сифович Гуре́вич) (Roebanschina, 12 januari 1893 [O.S.: 31 december 1892] - Leningrad, 12 november 1976) was een Sovjet-Russisch vliegtuigontwerper die samen met Artjom Mikojan het militaire luchtvaartbureau Mikojan-Goerevitsj oprichtte. Het bureau was beroemd vanwege zijn gevechtsvliegtuigen en snelle onderscheppingsvliegtuigen. De multifunctionele gevechtsvliegtuigen van Mikojan-Goerevitsj waren tijdens de Koude Oorlog een vast onderdeel van de Luchtmacht van de Sovjet-Unie. Het bureau ontwierp 170 projecten waarvan er 94 in serie werden geproduceerd. In totaal zijn er 45.000 MiG-vliegtuigen in eigen land geproduceerd, waarvan er 11.000 werden geëxporteerd. Het laatste vliegtuig waaraan Goerevitsj werkte voordat hij met pensioen ging, was de MiG-25.

## Levensloop
Goerevitsj werd geboren als zoon van een joodse wijnhandelaar in het dorp Roebanschina bij de stad Soedscha, destijds gelegen in het gouvernement Koersk van het Russische Keizerrijk. In 1910 behaalde hij zijn diploma (met de zilveren medaille) aan het gymnasium in Ochtyrka (later Oekraïne). Daarna ging hij wiskunde studeren aan de Universiteit van Charkov. Na een jaar werd hij vanwege deelname aan revolutionaire activiteiten van de universiteit gestuurd en vervolgde hij zijn opleiding aan de Universiteit van Montpellier. Vervolgens studeerde hij aan het Institut supérieur de l'aéronautique et de l'espace (SUPAERO) in Toulouse. Daar zat hij in 1913 in de klas bij Marcel Bloch, die later de naam Marcel Dassault aannam.
In de zomer van 1914 bezocht Goerevitsj zijn familie in Rusland toen de Eerste Wereldoorlog uitbrak. Dit en later de Russische Burgeroorlog onderbraken zijn studie. In 1925 studeerde hij af aan de faculteit Luchtvaart van het Technologisch Instituut van Charkov. Hij werkte daarna enige jaren als ingenieur bij het staatsbedrijf "Hitte en Kracht".
In 1929 verhuisde Goerevitsj naar Moskou om een loopbaan als vliegtuigontwerper na te streven. Het ontwerpen van vliegtuigen was in de Sovjet-Unie een staatszaak, georganiseerd in zogenaamde experimentele constructiebureaus of OKB's. In 1937 leidde Goerevitsj een ontwerpteam in de OKB van Polikarpov, waar hij zijn toekomstige teamgenoot Artjom Mikojan ontmoette. Eind 1939 richtten ze het Mikojan-Goerevitsj-bureau (OKB-155) op, met Goerevitsj in de positie van vice-hoofdontwerper en van 1957 tot zijn pensionering in 1964 als hoofdontwerper. Dat hij die functie kon bekleden is opmerkelijk, aangezien hij nooit lid is geworden van de Communistische Partij van de Sovjet-Unie.
In 1940 ontwierpen en bouwden Mikojan en Goerevitsj het hoogvliegende MiG-1-jachtvliegtuig, gebaseerd op een project dat gedeeltelijk was ontwikkeld door Polikarpovs team. Het verbeterde MiG-3-jachtvliegtuig werd veel gebruikt tijdens de Tweede Wereldoorlog. In de jaren na de oorlog ontwierpen de twee de eerste Sovjet-straaljagers, waaronder de eerste supersonische modellen. Het laatste model waaraan Goerevitsj werkte, was de MiG-25-interceptor. Dit is een van de snelste militaire vliegtuigen ooit.

## Onderscheidingen
Michail Goerevitsj werd diverse malen gedecoreerd: 
- Vijfmaal de Leninorde (1941, 1947, 1948, 1949, 1953)
- Held van de Socialistische Arbeid (1957)
- Leninorde (1962)